# Benz 6/14 PS
La Benz 6/14 PS era un'autovettura di fascia media prodotta nel solo 1910 dalla Casa automobilistica tedesca Benz & Cie.

## Storia e caratteristiche
Nella sua brevissima carriera, la 6/14 PS ha costituito la base della gamma Benz durante il 1910, andando a posizionarsi al di sotto dei modelli della famiglia 8PS.
La 6/14 PS montava un 4 cilindri in linea da 1570 cm³. La distribuzione era a valvole laterali tutte su un lato (schema ad L), mosse da un asse a camme laterale. L'alimentazione avveniva mediante un carburatore a getto, mentre l'accensione era affidata ad un magnete ad alta tensione.
Tale motore erogava una potenza massima di 14 CV a 1500 giri/min, sufficienti a spingere la vettura ad una velocità massima di 55 km/h.
Pur nella sua semplicità, la 6/14 PS celava una piccola novità, rappresentata dalla frizione, non più a cono, com'era consuetudine nei primi trent'anni di vita dell'automobile, bensì a dischi multipli. Il cambio era invece a 3 marce, mentre la trasmissione era ad albero cardanico.

Tradizionale era invece la meccanica telaistica, con sospensioni ad assale rigido e molle a balestra e con freno di servizio (a pedale) a ceppi sull'albero di trasmissione.
Quando alla fine del 1910 la 6/14 PS uscì di produzione, per ritrovare una vettura di pari livello si sarebbe dovuto attendere fino al 1918, anno in cui sarebbe stata lanciata la 6/18 PS.